# Harmoniser et promouvoir l'informatique médicale
 (novembre 2014).
Si vous disposez d'ouvrages ou d'articles de référence ou si vous connaissez des sites web de qualité traitant du thème abordé ici, merci de compléter l'article en donnant les références utiles à sa vérifiabilité et en les liant à la section « Notes et références ».
HPRIM (sigle signifiant « Harmoniser et PRomouvoir l'Informatique Médicale ») est une norme de transmission propriétaire des examens de biologie en France.
Initialement développée pour les laboratoires d'analyse médicale pour communiquer entre eux, cette norme a été ensuite utilisée pour transmettre les résultats aux médecins prescripteurs.

## Les différents protocoles HPRIM
Les différents protocoles HPRIM existants sont au nombre de cinq :
HPRIM Santé version 2.2, HPRIM Santé version 2.4, HPRIM Médecin version 3.0, HPRIM NET et HPRIM XML version 1.0, 
L'utilisation de la codification d'analyses LOINC est recommandée pour Hprim santé et Hprim médecin.

### HPRIM santé version 2.2
La recommandation HPRIM santé 2.2 permet l’échange d’informations structurées entre professionnels de santé (laboratoires d’analyses médicales, services cliniques et hospitaliers, prescripteurs, établissements de transfusion, cabinets de radiologie et cabinet de médecins)
Les données échangées peuvent être médicales (comptes-rendus de résultats) ou administratives et financières (éléments d’identité, de facturation ou de règlement).
HPRIM s’appuie sur le standard américain ASTM pour la partie définition de la structure des messages (ASTM E12-38 - version 4.2 du 2 août 91).
Les codifications pouvant être utilisées pour la dénomination des examens sont définies par la commission technique de HPRIM

### HPRIM santé version 2.4
La recommandation HPRIM 2.4 est une evolution du HPRIM 2.2, qui permet notamment le transfert de fichier image (PDF, JPG ...) au sein des échanges entre les établissements

### HPRIM Médecins version 3.0
Ce protocole est destiné à véhiculer des données médicales (résultats d’examens biologiques, comptes-rendus de radiologie ou courriers divers) entre professionnels de santé (laboratoires d’analyses biologiques, cabinets de radiologie, cabinets de médecins) par liaison télématique entre ordinateurs hétérogènes. Pour réduire le temps de communication et préserver la confidentialité, les données transmises sont compactées et cryptées (selon un mot de passe non communiqué dans la transmission ou sans mot de passe selon l'opérateur utilisé). Elles transitent par paquets selon le protocole HPRIM Net qui permet de sécuriser et fiabiliser les transmissions, ou historiquement par Kermit, progressivement abandonné pour son niveau de sécurité trop faible.

### HPRIM NET 1.0
Cette recommandation HPRIM NET permet l’échange de fichiers « HPRIM Santé », « HPRIM Médecin » et « HPRIM XML »  par l’utilisation d’une messagerie sécurisée.
HPRIM NET c'est :
- Un protocole sécurisé et interopérable qui transporte les messages médicaux.
- Signalement de toute erreur d'acheminement par un avis de non-remise
- Une demande et un renvoi d'accusé de réception après décodage garantissant que le destinataire a bien traité les messages émis.
- La sécurité des échanges :
  1. la confidentialité du dossier HPRIM transmis (lisible uniquement par le destinataire spécifié),
  2. l'authenticité du dossier transmis (message non modifié depuis son émission).

### HPRIM XML 1.0
La recommandation HPRIM XML décrit un langage XML d’échange de messages entre acteurs de santé. Plus précisément, cette recommandation décrit le contenu et le format de ces messages XML. 
XML (eXtended Markup Language) est un standard issu du croisement de la gestion documentaire et de l’internet. C’est un langage de description de documents, séparant contenu, structure et présentation.
HPRIM XML supporte les échanges à l’intérieur de chacune des organisations de santé suivantes :
- cliniques ;
- cabinets de radiologie ;
- laboratoires de 1re et 2e intention ;
- plateaux techniques ;
- médecine libérale.